# Nart (powiat przasnyski)
Nart – kolonia w Polsce, w województwie mazowieckim, w powiecie przasnyskim, w gminie Czernice Borowe.
Kolonia wchodzi w skład sołectwa Kosmowo.
Do 31 grudnia 2023 miejscowość była przysiółkiem wsi Kosmowo.